# Yahiko
Yahiko (jap. 弥彦村 Yahiko-mura) – wieś w Japonii, na wyspie Honsiu, w prefekturze Niigata. Według danych na rok 2020 miejscowość zamieszkiwało 7 705 mieszkańców , a gęstość zaludnienia wyniosła 306,1 os./km².